# Lepturges brechlini
Lepturges brechlini es una especie de escarabajo longicornio del género Lepturges, categorizada en la tribu Acanthocinini, de la subfamilia Lamiinae. Fue descrita por Santos-Silva, Nascimento & Kozlov en 2019.

## Descripción
Mide 9,5 mm de longitud.

## Distribución
Se distribuye por Colombia.